# Пупозеро
Пупозеро (также Пуп-Озеро) — пресноводное озеро карстового происхождения, расположено на северо-востоке Тихвинского района Ленинградской области, на границе с Бокситогорским районом, на Вепсовской возвышенности, к юго-западу от Мурмозера.
Площадь озера составляет 3,8 км², площадь водосбора — 26,6 км². Высота над уровнем моря — 212,6 м. Общая длина озера 5,7 км, ширина в юго-восточной части достигает 1,25 км.
Водоём имеет вытянутую форму, сужается к северо-востоку. Шесть островов, наиболее крупный — в центральной части. Дно песчано-илистое, имеются пляжи. Берега озера низкие, поросшие смешанным лесом (ольха, берёза, ель), местами заболоченные. Значимых притоков не имеет.